# Поліакрилонітрил
Поліакрилонітри́л, ПАН (-CH2-CH(CN)-)n — високомолекулярна сполука (полімер), продукт полімеризації акрилонітрилу. Аморфна речовина білого кольору, питома густина 1,14-1,15 г/см3. Не розм'якшується до 220—230 °C, а плавиться при 319 °C. Всмоктує вологу в обсягах 1-2 %.
Широко застосовується у виробництві міцних термічно стійких волокон, а також як співполімер у виробництві дівінілнітрильного каучуку, також для виробництва волокон широко використовуються співполімери поліакрилонітрилу. Зазвичай якщо в складі тканини вказані «акрилові волокна», то це якраз один з цих співполімерів.